# Kreis Dibra
Der Kreis Dibra (albanisch Rrethi i Dibrës) war einer der 36 Verwaltungskreise Albaniens, die im Sommer 2015 nach einer Verwaltungsreform aufgehoben worden sind. Das Gebiet mit einer Fläche von 761 Quadratkilometern bildet heute die Gemeinde Dibra.
Der Kreis im Osten des Landes gehörte zum Qark Dibra und hatte 61.619 Einwohner (2011), nach eigenen Angaben sogar 81.394 Einwohner (2011).

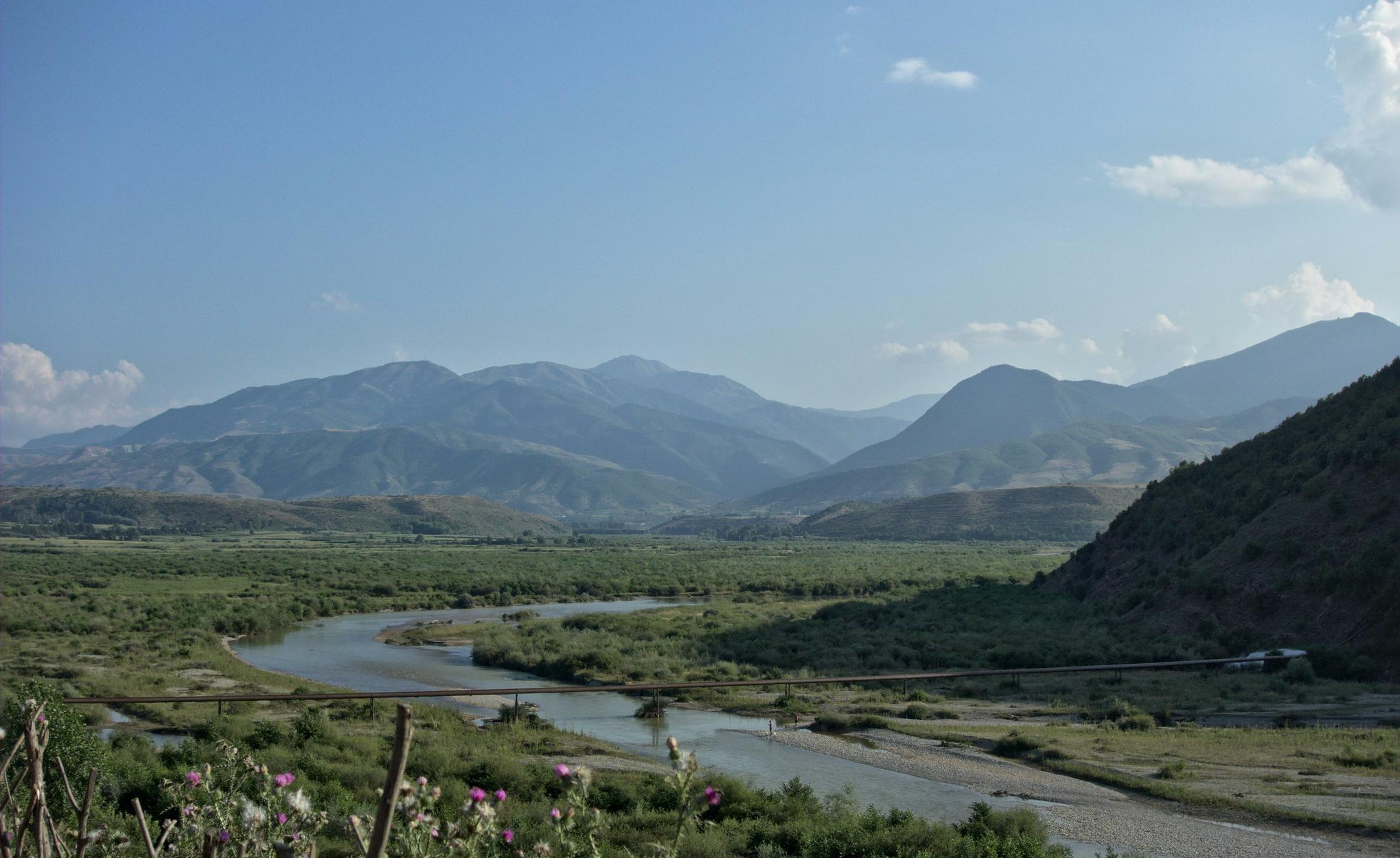
Drintal

Der Kreis umfasste ein Gebiet am Mittellauf des Schwarzen Drins an der Grenze zu Nordmazedonien.
| Name         | Einwohner | Gemeindeart |
| ------------ | --------- | ----------- |
| Peshkopia    | 13.251    | Bashkia     |
| Arras        | 3.055     | Komuna      |
| Fushë Çidhën | 2.909     | Komuna      |
| Kala e Dodës | 2.252     | Komuna      |
| Kastriot     | 6.200     | Komuna      |
| Lura         | 1.096     | Komuna      |
| Luzni        | 2.433     | Komuna      |
| Maqellara    | 10.662    | Komuna      |
| Melan        | 3.649     | Komuna      |
| Muhur        | 2.780     | Komuna      |
| Qendër Tomin | 7.590     | Komuna      |
| Selishta     | 1.605     | Komuna      |
| Sllova       | 2.405     | Komuna      |
| Zall Dardha  | 1.051     | Komuna      |
| Zall Reç     | 681       | Komuna      |